# Distretto di Jingzhou
Il distretto di Jingzhou (荆州区S, Jīngzhōu QūP) è un distretto della Cina, situato nella provincia di Hubei e amministrato dalla prefettura di Jingzhou.